# ستو ماره
ستو ماره (به رومانیایی: Satu Mare) (به مجاری: Szatmárnémeti) (به آلمانی: Sathmar) (به ییدیش: סאטמאר ساتمار یا סאַטמער ساتمِر) در شهرستان ستو ماره در کشور رومانی واقع شده‌است. جمعیت این شهر ۱۰۲٬۴۴۱ نفر است. در ارتفاع ۱۲۳ متر از سطح دریا واقع شده‌است.

## نگارخانه

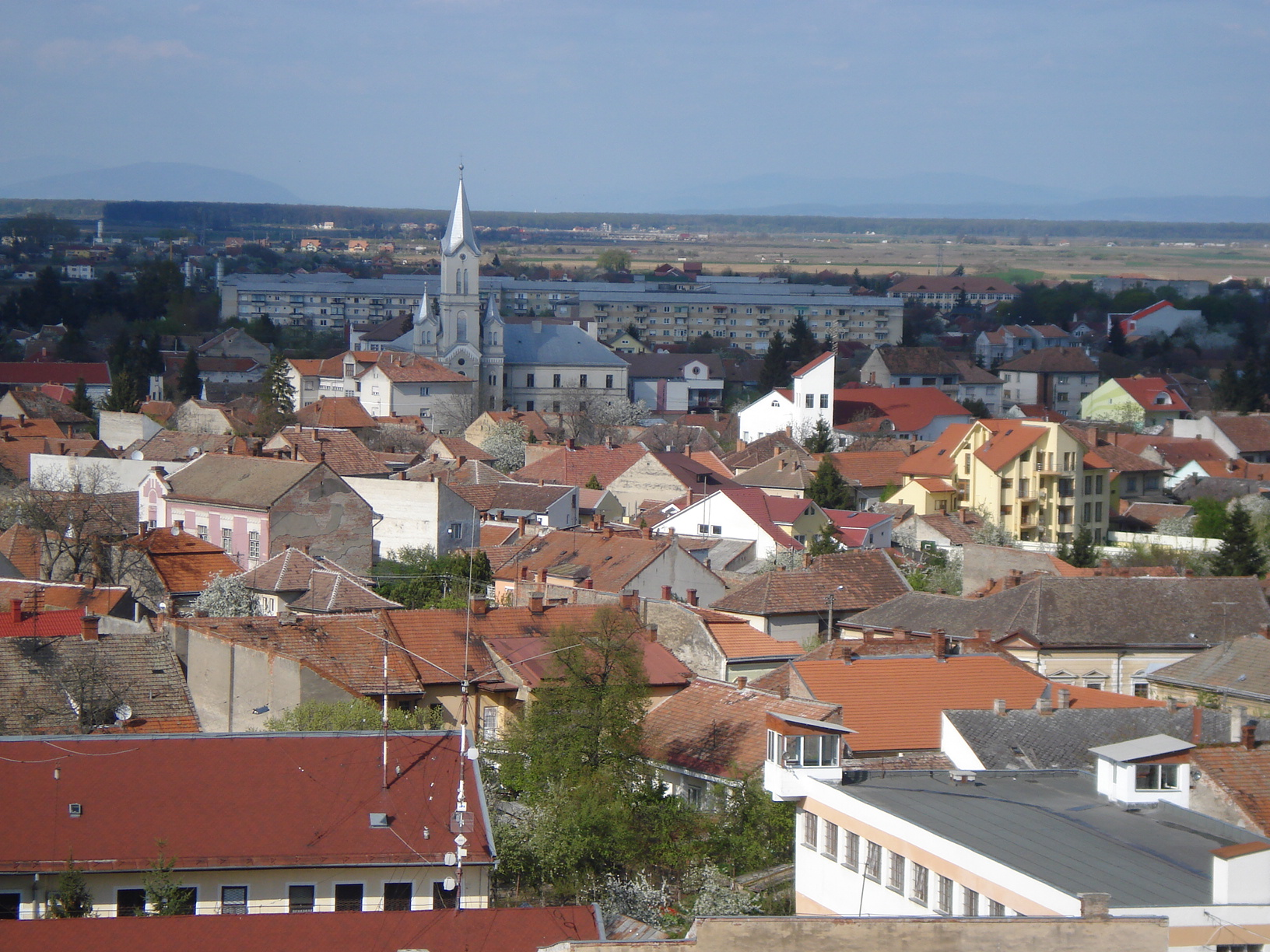
نمای شهر
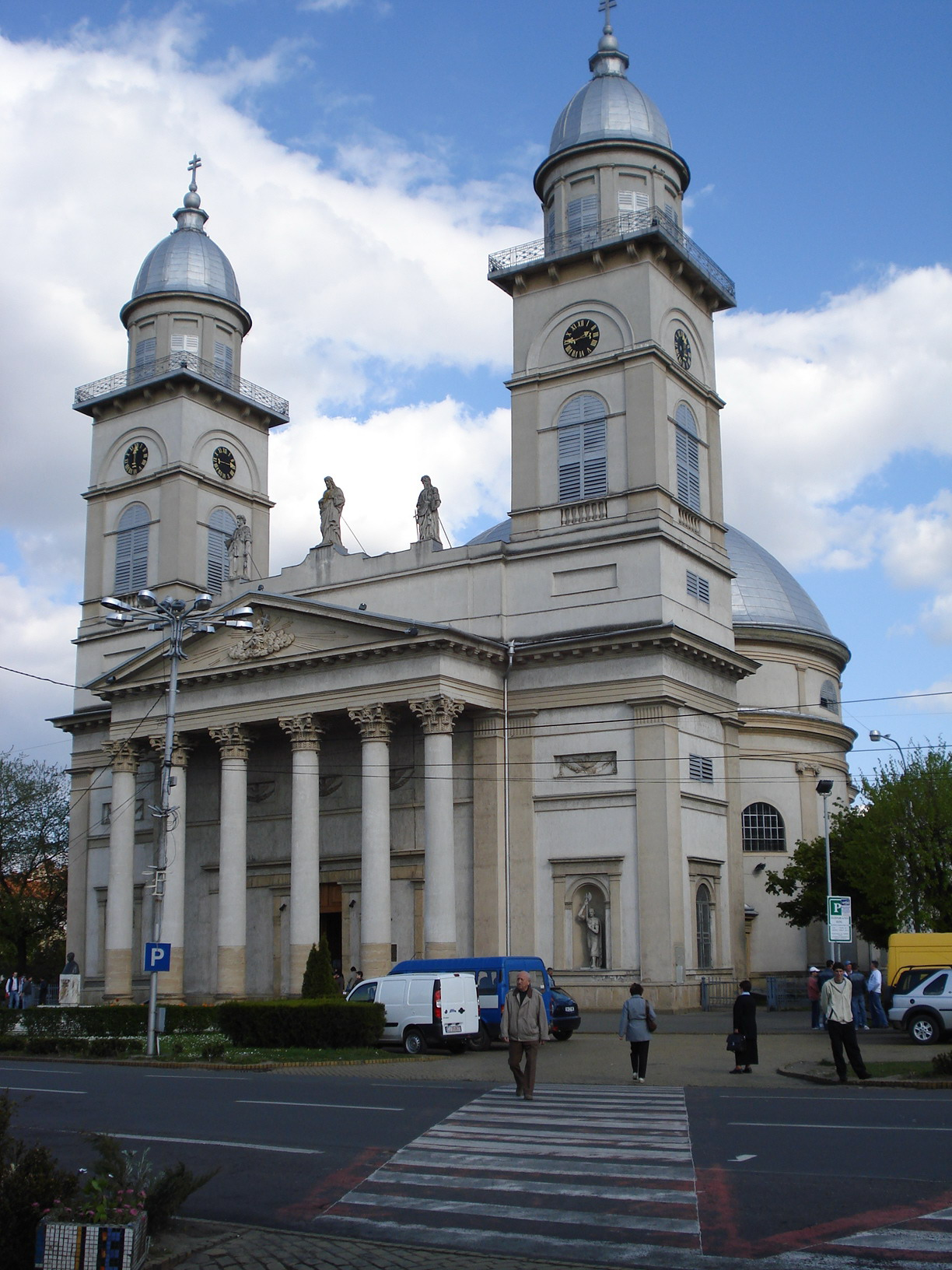
کلیسای جامع کاتولیک
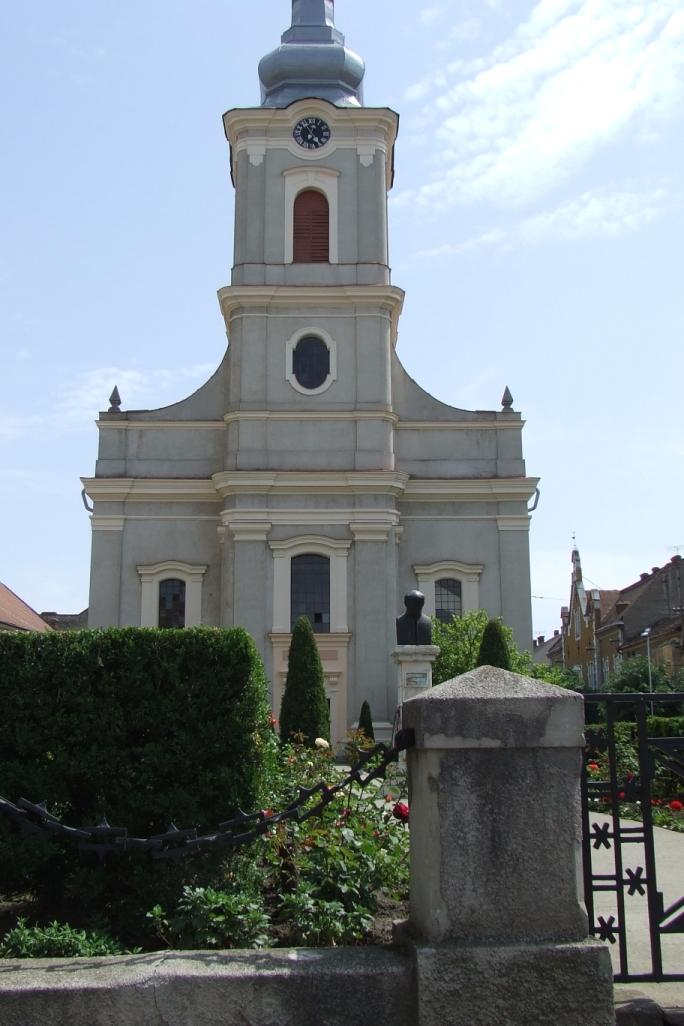
کلیسای زنجیر

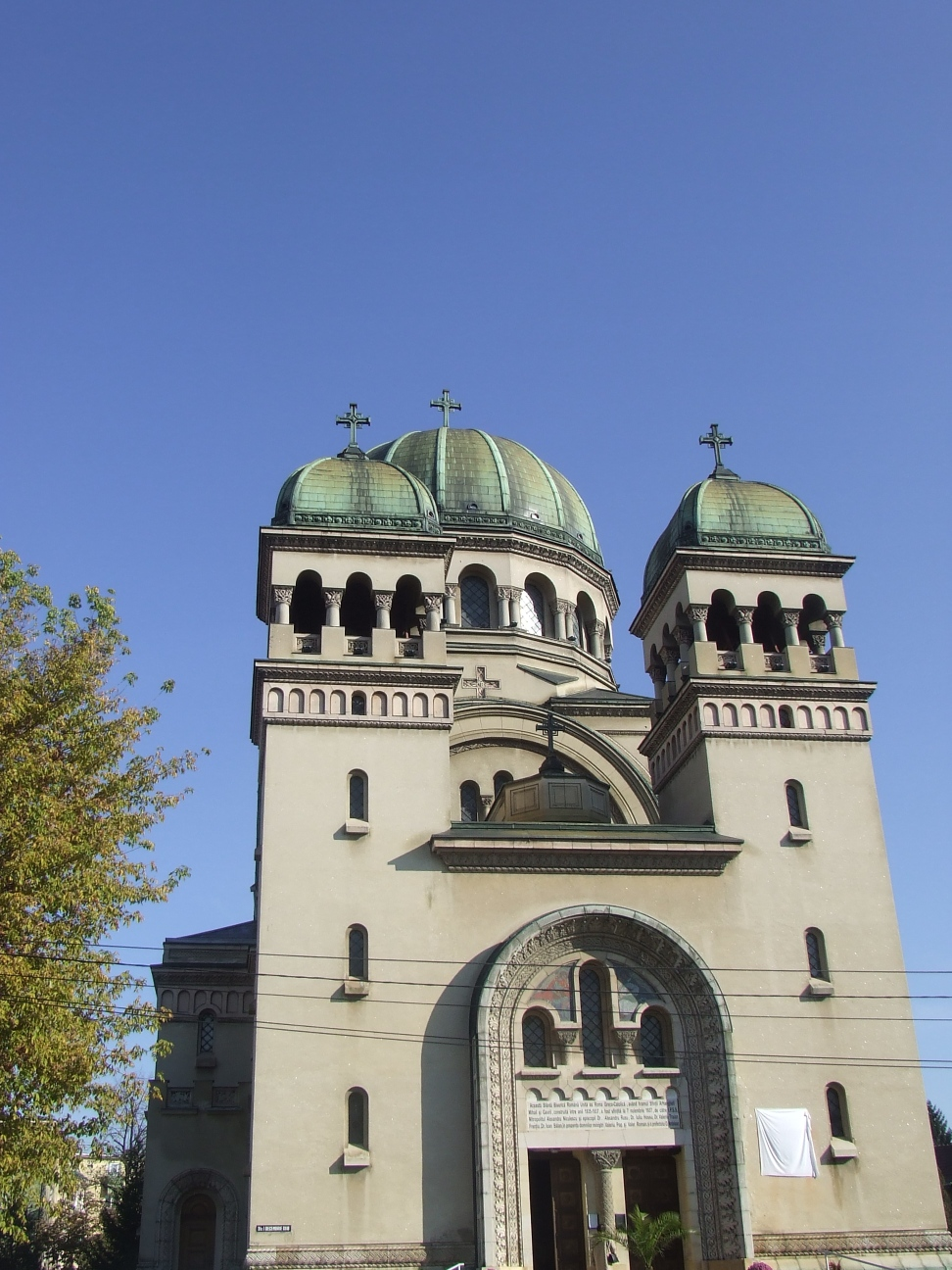
کلیسای جامع سنت میکائیل و سنت گابریل
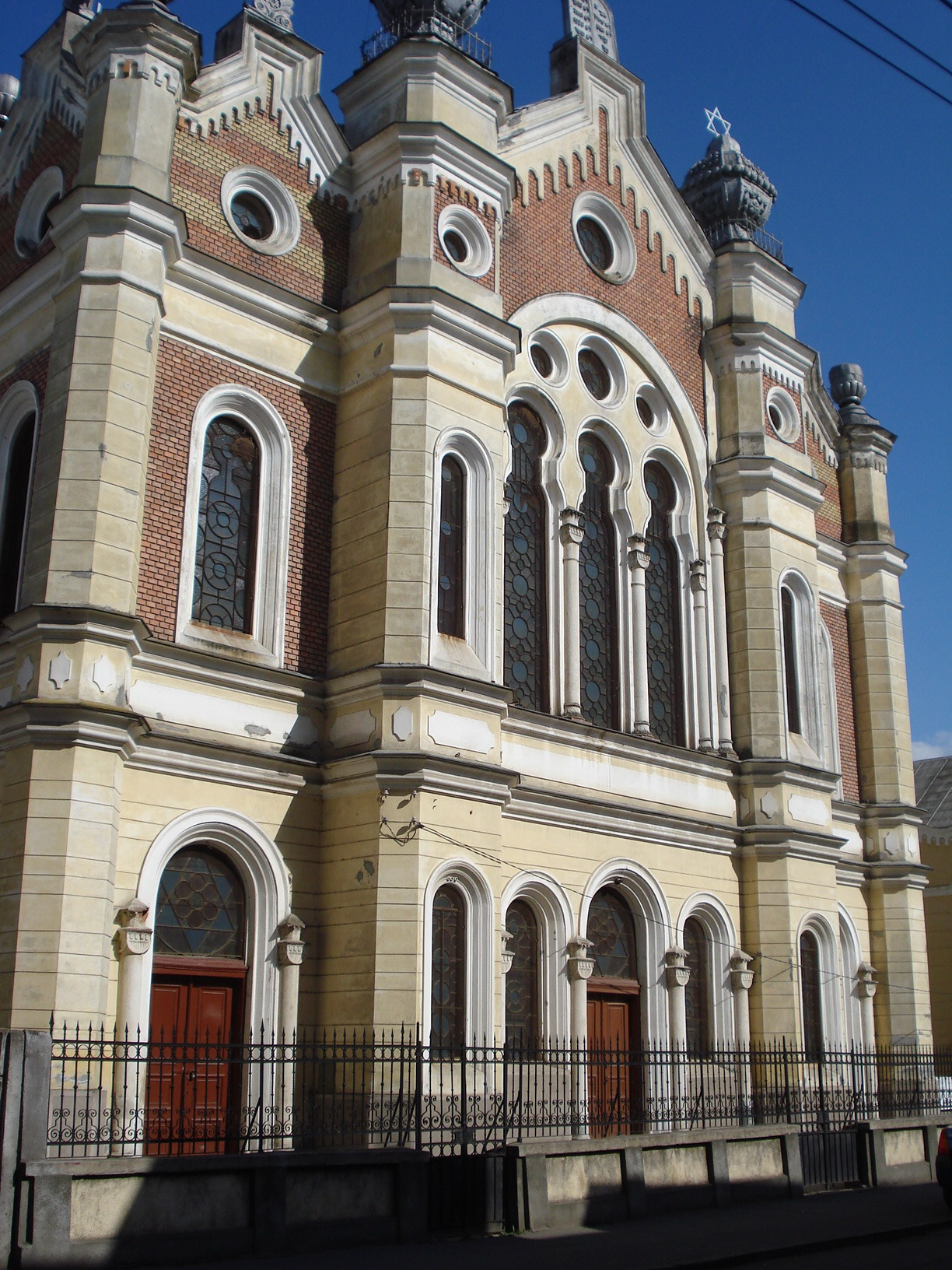
کنیسه
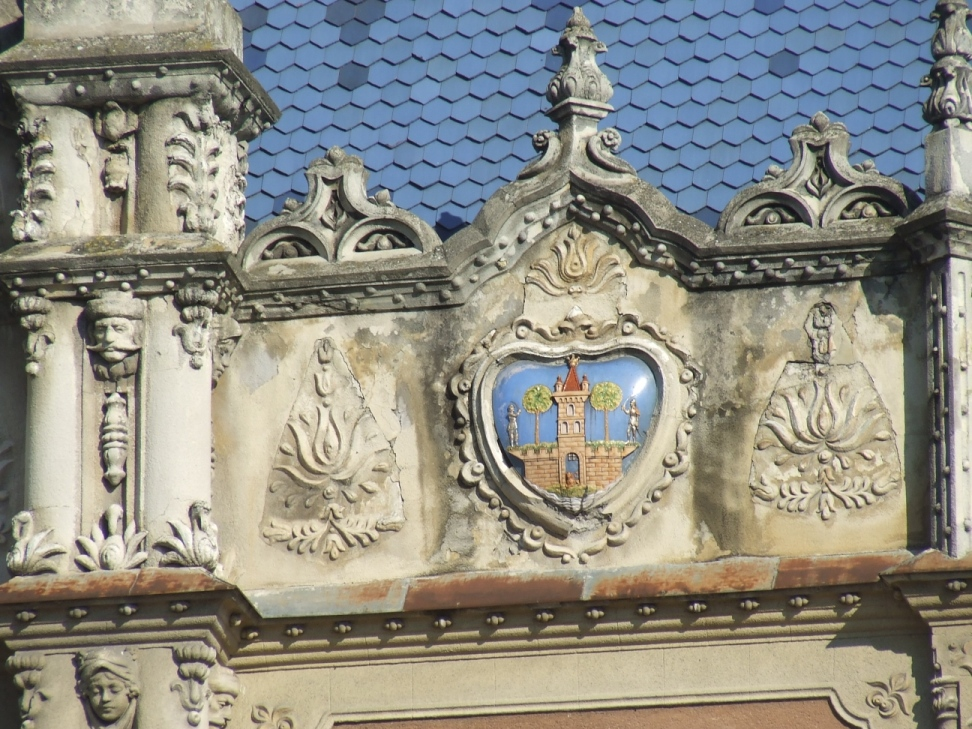
هتل داچیا